# 国鉄セム4500形貨車
国鉄セム4500形貨車（こくてつセム4500がたかしゃ）は、かつて、日本国有鉄道（国鉄）およびその前身である鉄道省等に在籍した15 t積の石炭車である。

## 概要
セム4500形は1937年（昭和12年）9月28日から1939年（昭和14年）3月30日にかけて904両（セム4500 - セム5229、セム5250 - セム5424）が製造された15 t積み石炭車である。なぜかセム5230 - セム5249は空番である。製作は汽車製造、日本車輌製造、日立製作所、小倉工場、若松工場の5か所にて行われ、落成後全車門司鉄道局へ配置された。（後にセム4688が四国へ移動した）製作期間は落成ベースで約18か月と短く、1939年（昭和14年）7月27日には早くも本形式の改良型（底扉開閉機構の簡素化、自重の軽量化）であるセム6000形が完成した。近代的な石炭車として開発され全鋼式、底開き式である。前級であるセム4000形に対して炭箱容積の拡大（18.3 m3→18.5 m3）が図られ、ホッパ補強材の位置をホッパ内壁に移動した。
1941年（昭和16年）9月上旬に本形式より1両（セム5264）がセム6000形（セム7035）へ改造された。
昭和34年度貨車整備工事によりセム4000形の車両と合わせて300両の車両が、また昭和36年度貨車整備工事では本形式より300両がそれぞれセラ1形に改造され本形式を離れた。
車体塗色は黒一色であったが、1968年（昭和43年）10月1日ダイヤ改正では高速化不適格車とされて最高速度65 km/hの指定車となり、識別のため記号に「ロ」が追加され「ロセム」となり黄1号の帯を巻いている。
寸法関係は全長は6,300 mm、全幅は2,587 mm、全高は2,895 mm、自重は9.7 t - 10.0 t、換算両数は積車2.4、空車1.0であった。
1971年（昭和46年）に最後まで在籍した車両が廃車になり同時に形式消滅となった。